# Sitio de Roma (537-538)
El Primer Sitio de Roma durante la guerra gótica duró un año y nueve días, desde marzo de 537 hasta marzo de 538. El enfrentamiento se produjo entre los defensores del Imperio Romano de Oriente bajo el mando del general Belisario y el ejército ostrogodo mandado por el rey Vitiges. El sitio fue el primer gran enfrentamiento entre las fuerzas de ambos oponentes y tuvo un papel decisivo en el transcurso posterior de la guerra.

## Contexto
Con el norte de África de regreso al dominio imperial tras la exitosa Guerra Vándala, el emperador Justiniano I posó su mirada sobre la cuna del Imperio: Italia, y su antigua capital, la ciudad de Roma. A fines del siglo V, la península había caído bajo el control de los ostrogodos, quienes, pese a seguir reconociendo la soberanía del Imperio, habían establecido un reino prácticamente independiente. Sin embargo, tras la muerte de su fundador, el muy capaz Teodorico el Grande, en 526, Italia se vio sumida en el desorden. Justiniano aprovechó la situación para entrometerse en los asuntos del estado ostrogodo.
En 535, Mundus invadió Dalmacia, y Belisario, con un ejército de 8000 hombres, capturó Sicilia con facilidad. Desde allí, en junio del año siguiente, cruzó hacia Italia por Rhegium. Luego de un asedio que duró veinte días, los bizantinos saquearon Nápoles a principios de noviembre. Tras la caída de Nápoles, los godos, furiosos por la falta de acción del rey Teodato, formaron un consejo y eligieron a Vitiges como su nuevo rey. Teodato, que huyó de Roma hacia Rávena, fue asesinado por un agente de Vitiges en el camino. Entre tanto, Vitiges reunió un consejo en Roma donde se decidió no enfrentar inmediatamente a Belisario sino esperar a que se reuniese el ejército principal, que estaba estacionado en el norte. A continuación, Vitiges se dirigió a Rávena, dejando una guarnición compuesta por 4000 hombres para proteger la ciudad.
No obstante, los ciudadanos de Roma apoyaban decisivamente a Belisario y, en vista del brutal saqueo de Nápoles, no deseaban correr el riesgo de un asedio. Por ello, se envió junto a Belisario a una delegación en nombre del papa Silverio y de los ciudadanos más eminentes. La guardia ostrogoda se dio cuenta de inmediato que, ante la hostilidad de los habitantes, su posición era insostenible, de modo que el 9 de diciembre de 536 Belisario entró en Roma a través de la Porta Asinaria a la cabeza de 5000 soldados de infantería, mientras que la guarnición ostrogoda abandonaba la ciudad por la Porta Flaminia y se dirigía al norte hacia Rávena. Después de 60 años, Roma estaba una vez más en manos imperiales.

## El sitio

### Fases iniciales

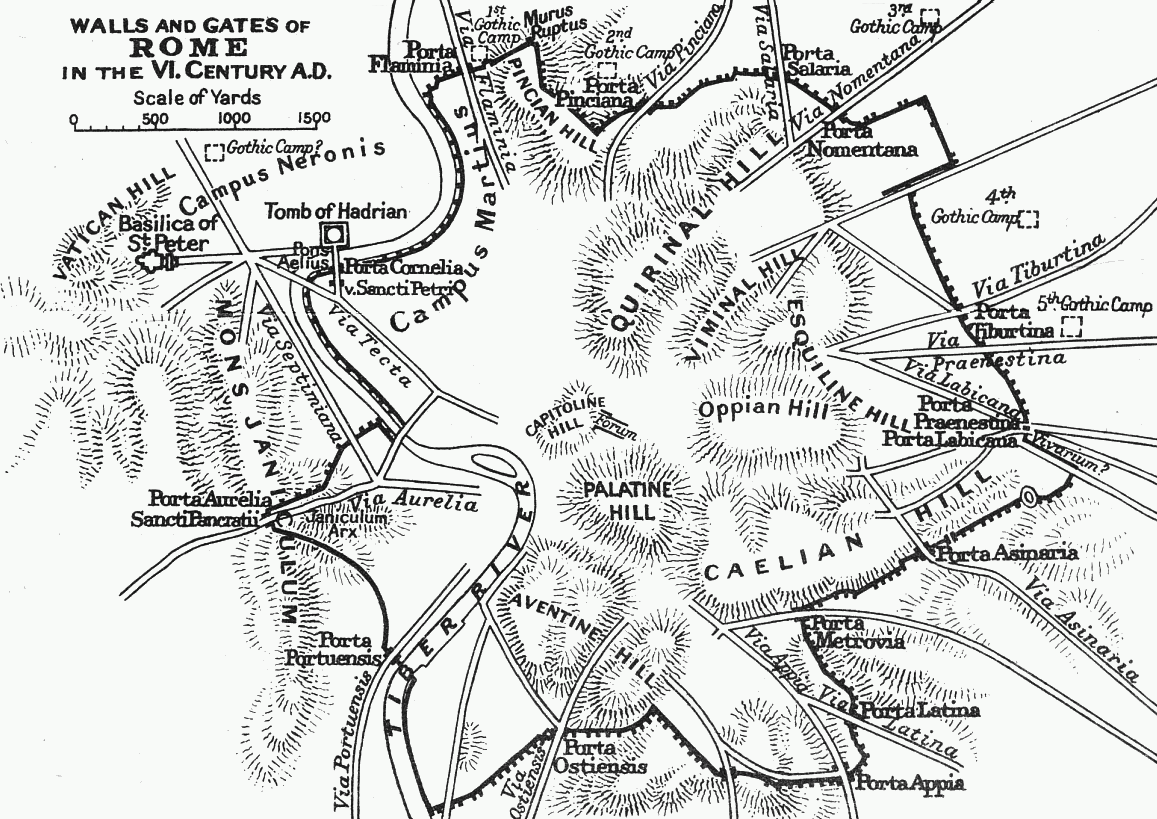
La Muralla Aureliana de Roma tal como era en el. En el mapa se hallan marcados los campamentos godos.

Belisario, con un pequeño ejército, fue incapaz de continuar su marcha al norte, hacia Rávena, ya que las fuerzas ostrogodas lo superaban ampliamente en número. En cambio, se quedó en Roma preparándose para el inevitable contraataque. Estableció su cuartel en la colina Pincio, al norte de la ciudad, y comenzó a reparar la muralla de la misma. Se cavó una zanja en el exterior, se fortaleció el fuerte del Mausoleo de Adriano, se colocó una cadena a lo ancho del Tíber, varios ciudadanos engrosaron las filas de conscriptos y se dispusieron almacenes de suministros. La población de la ciudad, consciente de que el asedio del cual pretendían escapar se volvía inevitable, comenzó a dar señales de descontento.
El ejército ostrogodo marchó hacia Roma y ganó el paso del río Anio al tomar el puente de la Via Salaria cuando los defensores romanos abandonaron sus fortificaciones y escaparon. Al día siguiente, los romanos se salvaron a duras penas del desastre cuando Belisario, desconociendo la huida de su tropa, se dirigió al puente con un destacamento de sus bucelarii. Tras encontrar a los godos en posesión del puente fortificado, Belisario y su escolta se trabaron en un feroz combate contra el enemigo y sufrieron muchas bajas antes de poder librarse de ellos.
Roma era demasiado grande para que los godos pudiesen rodearla completamente, así que establecieron siete campamentos que vigilaban las puertas principales y rutas de acceso a la ciudad, con el objetivo de someterla por hambre. Seis de los campamentos se hallaban al este del río y uno en la margen occidental, en el Campus Neronis, cerca de la colina Vaticana. Esto dejaba abierta la parte sur de la ciudad. Luego, los godos procedieron a destruir los acueductos que proveían a Roma del agua necesaria tanto para beber como para operar los molinos. Aunque Belisario pudo contrarrestar este último problema construyendo molinos flotantes sobre la corriente del Tíber, las penurias que debía atravesar la población crecían día a día. Percatado de este descontento, Vitiges intentó que la ciudad se rindiese prometiendo el salvoconducto del ejército romano, pero su oferta fue rechazada.

[...] En cuanto a Roma, además, que hemos capturado, conservándola no mantenemos nada que pertenezca a otros, sino que fueron ustedes quienes entraron a esta ciudad sin autorización en tiempos pasados, pese a que no les pertenecía en absoluto, y ahora la han devuelto, aunque sin desearlo, a sus antiguos dueños. Y quienquiera de ustedes tenga esperanzas de poner un pie en Roma sin luchar, se equivoca en su juicio. Porque mientras Belisario viva, le resulta imposible renunciar a esta ciudad.
Respuesta de Belisario a los enviados de Vitiges; Procopio, De bello Gothico, I. XX

### El primer gran asalto
Poco después de la negativa ante su propuesta, Vitiges desencadenó un asalto masivo contra la ciudad. Sus ingenieros habían construido cuatro enormes torres de asedio, que fueron trasladadas hacia la muralla norte de la ciudad, cerca de la Porta Salaria, por medio de bueyes. La descripción de lo sucedido a continuación queda en manos de Procopio:

El decimoctavo día contando a partir del comienzo del sitio, los godos avanzaron contra las fortificaciones casi al amanecer [...] y todos los romanos fueron asaltados por la consternación al ver el movimiento de torres y arietes, que les eran completamente extraños. Pero Belisario, viendo avanzar a las tropas enemigas con sus maquinarias, comenzó a reír, y ordenó a los soldados permanecer en sus puestos y no atacar bajo ninguna circunstancia a menos que él mismo diese la señal.
Procopio, De bello Gothico, I.XXII

Al principio, el motivo de risa de Belisario no era claro, pero cuando los godos se aproximaron al foso, tomó su arco y disparó, matando uno tras otro a tres jinetes godos. Los soldados sobre las murallas tomaron esto como un augurio de triunfo y comenzaron a celebrar. A continuación, Belisario reveló su plan ordenando a sus arqueros que concentraran sus disparos en los bueyes, a los cuales los godos, sin pensar, habían puesto a tiro de arco desde las murallas. Los bueyes fueron despachados rápidamente y las cuatro torres permanecieron donde estaban, inservibles, delante de las murallas.

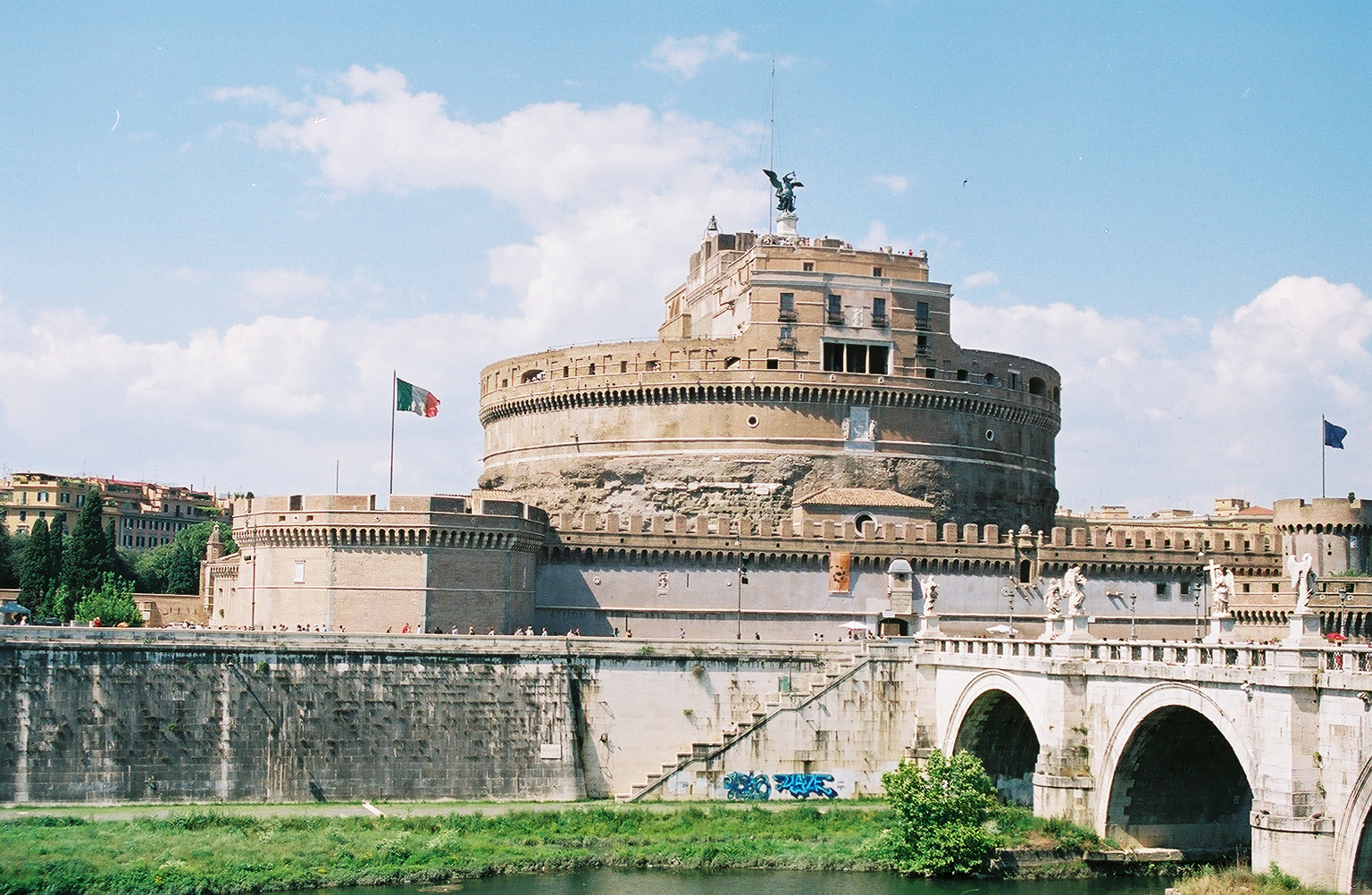
El Mausoleo de Adriano fue el escenario de una feroz batalla entre romanos y godos.

Después, Vitiges dejó un grupo grande que mantuviera ocupados a los defensores, y atacó las murallas por el sudeste, en las proximidades de la Porta Maggiore, conocida como Vivarium, donde las fortificaciones eran más bajas. En el mismo instante, realizó un ataque en el lado oeste, en el Mausoleo de Adriano y la Porta Aurelia-Sancti Petri. Allí, el combate fue especialmente feroz. Finalmente, tras un duro enfrentamiento, los godos fueron rechazados, pero la situación en Vivarium era grave. Los defensores, bajo el mando de Bessas y Peranius, eran presionados con dureza, y enviaron un pedido de ayuda a Belisario; este acudió acompañado por algunos de sus bucelarii. En cuanto los godos abrieron una brecha en la muralla, Belisario ordenó que un grupo de soldados los atacasen antes que pudieran formarse y, con la mayoría de su tropa, salió por la puerta. Tomando a los godos por sorpresa, sus hombres los hicieron retroceder y quemaron sus armas de asedio. Al mismo tiempo, fuese o no por casualidad, los romanos que se encontraban en la Porta Salaria también intentaron una salida y consiguieron del mismo modo destruir varias de las maquinarias de asalto. El primer intento de los godos de tomar por asalto la ciudad había fallado, y sus ejércitos se retiraron a los campamentos.

### Victorias romanas
Pese a este triunfo, Belisario era consciente de que la situación aún era peligrosa. Por lo tanto, escribió una carta a Justiniano pidiendo ayuda. En verdad, el Emperador ya había despachado refuerzos bajo el comando de los tribunos Martinus y Valeriano, pero estos habían sido retrasados en Grecia a causa del mal clima. En su carta, Belisario agregó palabras de aviso respecto a la lealtad de la población: «Y aunque de momento los romanos nos guardan un buen trato, aun cuando sus inconvenientes se prolongan, seguramente no vacilarán en elegir el rumbo que más se ajuste a sus propios intereses [...] Es más, los romanos se verán obligados por el hambre a realizar cosas que preferirían no hacer». Así, por miedo a una traición, Belisario tomó medidas extremas. El papa Silverio fue depuesto bajo sospecha de estar negociando con los godos y remplazado por Vigilio, las llaves y cerraduras de las puertas se cambiaban «dos veces al mes», los guardias apostados en las puertas rotaban regularmente, y se establecieron patrullas.
Mientras tanto, Vitiges, enfurecido por su fracaso, envió la orden a Rávena de matar a los senadores que tenía como prisioneros allí, y además decidió completar el aislamiento de la ciudad sitiada cortando su comunicación por mar. Los godos tomaron el Portus Claudii en Ostia, que los romanos habían dejado indefenso. Como resultado, pese a que los romanos conservaron el control de Ostia misma, sus problemas de abastecimiento empeoraron, ya que los envíos debían ser descargados en Antium (la actual Anzio) y luego ser transportados laboriosamente hasta Roma. Por fortuna para los sitiados, veinte días después, los refuerzos prometidos (1600 efectivos de caballería) llegaron y consiguieron entrar en la ciudad. Ahora Belisario tenía a su disposición una fuerza móvil disciplinada y bien entrenada, y comenzó a utilizar a la caballería para realizar excursiones contra los godos. Invariablemente, los jinetes romanos, en su mayoría de origen huno o eslavo y expertos arqueros, se echaban sobre los godos (quienes dependían principalmente del combate cerrado y carecían de armas de largo alcance), disparaban una lluvia de flechas, y se retiraban detrás de las murallas cuando eran perseguidos. En la ciudad los esperaban ballistas y catapultas que rechazaban a los godos, causándoles gran número de bajas. De este modo, la movilidad y poder de fuego superiores de la caballería romana eran empleadas con suma eficacia, provocando graves pérdidas a los godos a cambio de unas pocas bajas.

### Los godos obtienen la victoria a campo abierto
Las victorias animaron enormemente al ejército y al pueblo, que ahora presionaba a Belisario para que avanzase rumbo a una batalla a campo abierto. Al principio, Belisario se negó debido a que aún existía una gran disparidad numérica, pero finalmente fue persuadido y realizó sus preparativos. El cuerpo principal del ejército, bajo su mando, marcharía desde las puertas Pincia y Salaria al norte, mientras que un pequeño destacamento de caballería bajo la dirección de Valentinus, junto con el grueso de los civiles armados, enfrentaría a la enorme fuerza goda acampada al oeste del río Tíber y evitaría su participación en la batalla, aunque sin trabarse en un enfrentamiento directo. En un comienzo, y puesto que en esa época la infantería romana se encontraba muy lejos de lo que habían sido las legiones, Belisario deseaba que la batalla se restringiera a un combate de caballería, pero las súplicas de dos de sus guardaespaldas, Principius y Tarmutus, lo convencieron, y posicionó un numeroso cuerpo de su infantería bajo el mando de estos como reserva y punto de reunión para la caballería.
Por su parte, Vitiges desplegó su ejército del modo acostumbrado, con la infantería en el centro y la caballería en los flancos. Cuando se trabó la batalla, la caballería romana volvió a utilizar su táctica habitual, dejando caer abundancia de flechas sobre la masa de las tropas godas y luego retirándose sin entrar en contacto. De esta forma, los godos sufrieron grandes bajas, incapaces de adaptarse a la táctica romana, y para el mediodía, los romanos parecían estar cerca de la victoria. En el Campus Neronis, al otro lado del Tíber, los romanos realizaron un ataque relámpago sobre los godos y, debido al shock y la cantidad numérica, los godos fueron derrotados y huyeron hacia las colinas buscando un lugar seguro. Pero la mayoría del ejército romano del lugar, tal como se mencionó, consistía de civiles indisciplinados quienes al poco tiempo perdieron cualquier aspecto de orden, pese a los esfuerzos de Valentinus y sus oficiales, y emprendieron el pillaje del abandonado campamento godo. La confusión permitió a los godos reagruparse y volver a la carga, haciendo retroceder a los romanos e infligiendo numerosas bajas. Entre tanto, en el lado oriental del Tíber, los romanos habían llegado a los campamentos godos. Allí la resistencia fue feroz y la pequeña fuerza romana sufrió varias pérdidas en combate cerrado. De este modo, cuando la caballería goda del ala derecha percibió la debilidad de su oponente, avanzó sobre él y lo venció. Pronto, los romanos estaban en retirada, y la infantería, que se suponía debía actuar como pantalla defensiva en tal caso, se desintegró a pesar de la valentía de Principius y Tarmutus, y se unió en la retirada rumbo a la seguridad de las murallas.

### Tablas y la llegada de los refuerzos romanos
Luego de esta batalla, ambos bandos aceptaron el sitio prolongado. Belisario volvió a su táctica anterior de enviar pequeños grupos de caballería y trató de conservar sus fuerzas, esperando más refuerzos. Incluso cuando en junio el hambre había provocado la desesperación de los pobladores, Belisario se resistió a los pedidos de otra batalla en campo abierto. En su lugar, envió a su secretario Procopio a Nápoles, con el fin de informarse respecto a los refuerzos que le habían prometido, reunir toda la tropa de que pudiesen prescindir las fortificaciones locales y hacer arreglos para recibir abastecimiento. Al cabo, Procopio fue seguido por la esposa de Belisario, Antonina. Juntos consiguieron obtener el abastecimiento que necesitaban y aproximadamente uno 500 soldados. Los esperados refuerzos llegaron más tarde: 3000 isauros y 1800 efectivos de caballería; estos últimos se unieron a los 500 hombres de Procopio y marcharon hacia Roma, junto con el convoy de suministros. Para facilitar su llegada, Belisario ordenó una expedición que resultó exitosa. El arribo de suministros y refuerzos supuso la seguridad a Roma.

### La supremacía romana y el fin del asedio
Los godos, sufriendo hambre y enfermedades al igual que los sitiados, recurrieron a la diplomacia. Enviaron una embajada de tres hombres a Belisario, ofreciendo rendir Sicilia y el sur de Italia (que ya estaban en manos romanas) a cambio de la retirada de Roma. El diálogo, tal como fue conservado por Procopio, ilustra claramente la situación cautelosa de ambos bandos, con los enviados afirmando haber sufrido una injusticia y ofreciendo territorios y con Belisario seguro en su posición, desdeñoso hacia los reclamos godos e incluso formulando comentarios sarcásticos ante sus propuestas. No obstante, se hicieron arreglos en favor de un armisticio de tres meses para que los enviados godos pudiesen viajar a Constantinopla para seguir negociando. Belisario aprovechó las circunstancias y trajo con seguridad a Roma a los 3000 isauros, quienes habían desembarcado en Ostia, junto con grandes cantidades de suministros. Durante el armisticio, la situación de los godos se deterioró por la falta de abastecimiento, debiendo abandonar el Portus; el mismo fue ocupado de inmediato por una fortificación isaura, al igual que las ciudades de Centumcellae (la actual Civitavecchia) y Albani. Así, para fines de diciembre, los godos estaban prácticamente rodeados por destacamentos romanos y sus rutas de abastecimiento, interrumpidas. En vano, los godos protestaron ante estas acciones. Luego, Belisario envió a la región de Piceno a uno de sus mejores generales, Juan, con 2000 hombres, con órdenes de evitar todo conflicto pero que, cuando se les ordenase avanzar, capturaran o pillaran cualquier baluarte enemigo que encontrasen, sin dejar ninguno a sus espaldas.
Poco después, los godos rompieron la tregua cuando trataron de ingresar a la ciudad en secreto. Primero intentaron hacerlo usando el acueducto Aqua Virgo; desafortunadamente para ellos, las antorchas que utilizaban para explorarlo fueron detectadas por un guardia de la cercana Porta Pincia. El acueducto recibió guardia constante y los godos, al darse cuenta, no volvieron a tratar de usarlo. Al poco tiempo, los guardias de esa misma puerta, al mando de Ildiger, el yerno de Antonina, repelieron un ataque sorpresa. Más tarde, con la ayuda de dos agentes romanos sobornados, intentaron drogar a los guardias de una sección de la muralla cerca de San Pedro y entrar a la ciudad sin oposición, pero uno de los agentes reveló el plan a Belisario y este intento también fue frustrado.
En represalia, Belisario le ordenó a Juan avanzar sobre Picenum. Juan, tras derrotar a los godos mandados por Ulithus, tío de Vitiges, fue libre de recorrer la provincia a voluntad. Sin embargo, desobedeció las instrucciones de Belisario y no intentó tomar las ciudades fortificadas de Auxinum y Urbinum (las actuales Osimo y Urbino), por considerar que eran demasiado fuertes. En cambio, las rodeó y se dirigió a Ariminum (Rímini), invitado por la población romana local. La captura de Ariminum significó que los romanos habían cortado a Italia en dos y, además, la ciudad se encontraba a apenas un día de marcha de la capital goda de Rávena. Por lo tanto, luego de recibir noticias de la caída de Ariminum, Vitiges decidió retirarse inmediatamente a su capital. A 374 días de comenzado el sitio, los godos incendiaron sus campamentos y abandonaron Roma, marchando hacia el noreste por la Vía Flaminia. Belisario se puso a la cabeza sus fuerzas y esperó a que la mitad del ejército godo hubiera cruzado el puente Milvio antes de atacar a quienes quedaban. Luego de una feroz resistencia inicial, la formación goda se quebró y muchos fueron muertos durante el ataque o ahogados en el río.

## Secuelas
Tras la victoria obtenida frente a un adversario muy superior numéricamente, los romanos consiguieron la ventaja. Llegaron refuerzos al mando de Narsés, lo cual permitió a Belisario tomar varios baluartes godos y controlar la mayor parte de Italia al sur del río Po para fines de 539. Con el tiempo, incluso Rávena fue tomada por medio de engaños en mayo de 540, y la guerra pareció haber terminado. Sin embargo, muy pronto, los godos se encontraron bajo el eficaz liderazgo de su nuevo rey, Totila, consiguiendo revertir la situación hasta que la posición del Imperio en Italia casi colapsó. En 546, Roma volvió a ser sitiada por Totila, y esta vez Belisario no pudo evitar su caída. Al cabo, la ciudad fue ocupada por los imperiales una vez más, y Totila tuvo que volver a sitiarla en 549. Pese a la caída de la ciudad, el triunfo de Totila fue breve. El arribo de Narsés en 551 marcó el comienzo del fin de los godos, y Teya, el último rey ostrogodo, fue derrotado en la batalla de Tagina en 553. Aunque varias ciudades del norte continuaron resistiendo hasta principios de la década de 560, el poderío godo había colapsado.